# 239 aC
El 239 aC va ser un any del calendari romà prejulià. Durant la República i l'Imperi Romà, era conegut com a any del consolat de Turrí i Faltó (o també any 515 ab urbe condita). L'ús del nom «239 aC» per referir-se a aquest any es remunta a l'alta edat mitjana, quan el sistema Anno Domini va ser el mètode de numeració dels anys més comú a Europa.

## Esdeveniments

### Antiga Grècia
- Inici del regnat de Demetri II, rei de Macedònia. El seu pare, Antígon II Gònatas havia mort l'any anterior (240 aC).[2]

### Àsia
- Diòdot II succeeix al seu pare Diòdot I, sàtrapa selèucida i fundador del regne de Bactriana. Quan puja al poder signa la pau amb els parts.[3]

### Antiga Roma
- Aquest any són elegits cònsols Gai Mamili Turrí i Quint Valeri Faltó.[4][5]

### Sardenya
- Hannó, general cartaginès és enviat a Sardenya l'any 239 aC per sotmetre als indígenes que s'havien revoltat i havien matat al general Bostar. Quan arriba a l'illa les seves pròpies tropes, en part mercenaris, es posen al costat dels rebels i empresonen Hannó, al que crucifiquen immediatament, segons diu Polibi.[6]

### Àfrica
- En el context de la Guerra dels Mercenaris, el cap númida Naraves, que inicialment feia costat als rebels i s'havia unit a l'exèrcit d'Espendi, canvia de bàndol i fa costat als cartaginesos en un moment crític de la guerra, i aquell any venç els rebels en la batalla del riu Bàgradas.[7]

## Naixements
- Enni, poeta i dramaturg romà, conegut sobretot pels seus Annals.[8]

## Necrològiques
- Mort de Diòdot I, rei selèucida de Bactriana.[9]